# Ngozi (Berg)
Der Ngozi, auch Ngosi geschrieben, ist ein zuletzt um 1450 ausgebrochener Vulkan mit einer Caldera in den Poroto-Bergen im südlichen Hochland von Tansania. Es existiert ein 2622 Meter hoher Krater, der ein beliebtes Wanderziel von der Stadt Mbeya aus ist. In der Caldera gibt es einen 1,5 mal 2,5 Kilometer großen Kratersee.